# François Moubandje
François Moubandje (Douala, 21 de junio de 1990) es un futbolista camerunés, nacionalizado suizo, que juega en la demarcación de defensa para el F. C. Sion de la Challenge League.

## Selección nacional
Hizo su debut con la selección de fútbol de Suiza el 15 de noviembre de 2014 en un partido de clasificación para la Eurocopa 2016 contra Lituania que finalizó con un resultado de 4-0 a favor del combinado suizo tras los goles de Fabian Schär, doblete de Xherdan Shaqiri y un gol en propia puerta de Giedrius Arlauskis.

### Participaciones en Copas del Mundo
| Mundial                        | Sede  | Resultado        |
| ------------------------------ | ----- | ---------------- |
| Copa Mundial de Fútbol de 2018 | Rusia | Octavos de final |

## Clubes
| Club                   | País    | Año       | Partidos | Goles |
| ---------------------- | ------- | --------- | -------- | ----- |
| F. C. Meyrin           | Suiza   | 2007-2009 | 26       | 1     |
| Servette F. C.         | Suiza   | 2009-2013 | 81       | 2     |
| Toulouse F. C. "II"    | Francia | 2013-2015 | 6        | 0     |
| Toulouse F. C.         | Francia | 2013-2019 | 147      | 2     |
| G. N. K. Dinamo Zagreb | Croacia | 2019-2020 | 15       | 0     |
| Alanyaspor (cedido)    | Turquía | 2020-2021 | 39       | 3     |
| G. N. K. Dinamo Zagreb | Croacia | 2021-2022 | 9        | 0     |
| Göztepe S. K. (cedido) | Turquía | 2022      | 9        | 0     |
| F. C. Sion             | Suiza   | 2022-     | 5        | 0     |

## Palmarés

### Campeonatos nacionales
| Título                  | Club                   | País    | Año  |
| ----------------------- | ---------------------- | ------- | ---- |
| Primera Liga de Croacia | G. N. K. Dinamo Zagreb | Croacia | 2020 |